# Paracatharosoma unicum
Paracatharosoma unicum är en mångfotingart som beskrevs av Kraus 1959. Paracatharosoma unicum ingår i släktet Paracatharosoma och familjen orangeridubbelfotingar. Inga underarter finns listade i Catalogue of Life.